# Herr Barbalander
Herr Barbalander var ett TV-program för barn som producerades och visades i SVT 1971 och repriserades 1986. Programmet handlade om herr Barbalander, som spelades av Nils Brandt. Herr Barbalander bodde i en liten stuga och hade en tavla med en talande kvinnlig spratteldocka. Signaturmelodin till programmet skrevs av Lasse Dahlberg.